# 아키바계

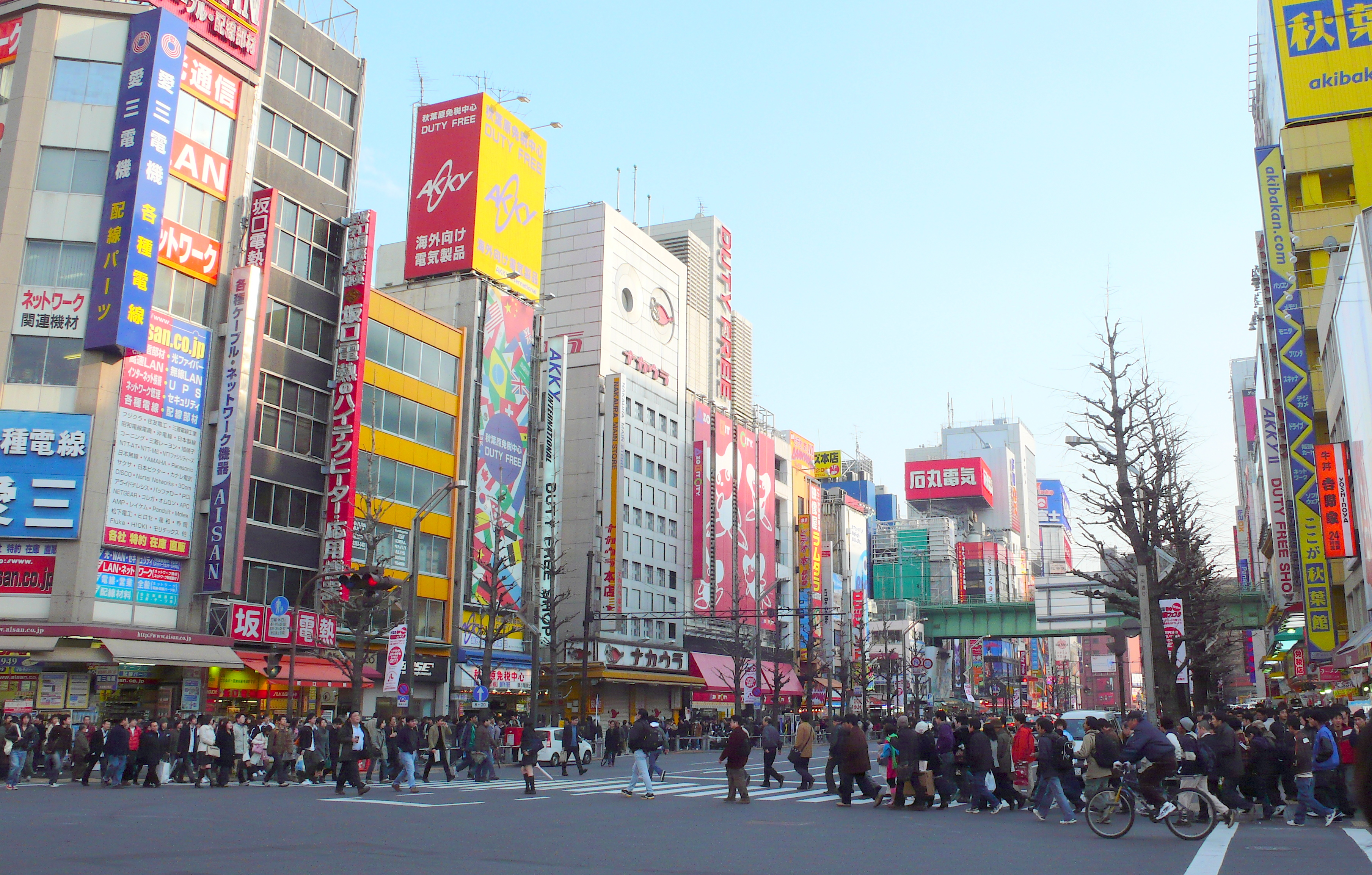
2007년의 아키하바라

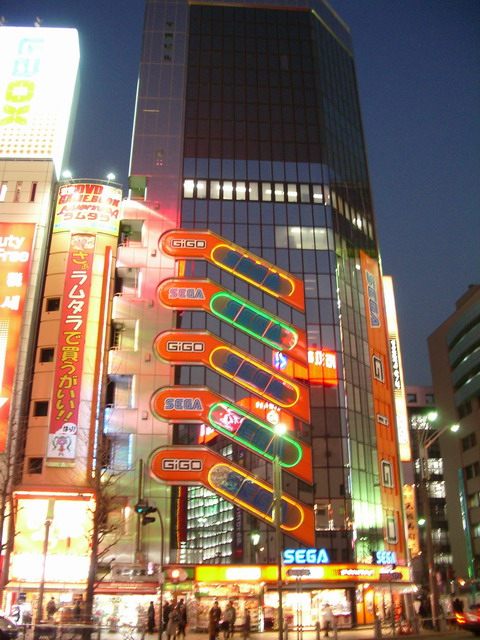
아키하바라의 대규모 세가 게임 센터인 GiGO

아키하바라계(일본어: 秋葉原系), 또는 아키바계(일본어: 秋葉系, アキバ系)는 도쿄도 지요다구 아키하바라에 모이는 사람들 가운데, 이른바 오타쿠 중에서도 아키하바라를 중심으로 유행하는 일본의 애니메이션이나 만화, 코스프레, 동인지, 게임, 피규어 등을 취미로 하는 사람들이나 그들에게 특징적으로 볼 수 있는 경향, 아키하바라를 상징하는 문화 등을 가리킨다.

## 개요
아키하바라계는 80년대 초로 거슬러 올라가며, 도쿄의 아키하바라 인근에서 많은 시간을 보내고 "애니메이션, 만화, 메이드, 아이돌, 게임"에 큰 관심을 갖는 오타쿠를 지칭한다.

## 아키하바라
도쿄도 지요다구의 아키하바라는 첨단 기술 상가로 잘 알려져 있다. 일본의 비디오 게임 산업, 애니메이션과 만화와 깊은 관련이 있다.
아키바계 사람들은 지역의 전자상가를 후원할 뿐 아니라, 아키하바라에 점포를 열기도 한다. 이러한 점포들 중 많은 수가 코스프레 상점이며, 그들은 이것이 예외적인 것이 아니라 그들의 규칙이라고 주장하기도 한다. 이러한 점포들은 넓은 범위의 상품들과 서비스를 제공한다. 몇몇은 모형 무기류를 판매하기도 하며, 중고 서점이나, 독특한 식품을 제공하기도 한다.

## 같이 보기
- 오타쿠
- 전차남
- 시부야계